# Azzana
Cet article possède des paronymes, voir Azzano et Azzaba.
Azzana est une commune française située dans la circonscription départementale de la Corse-du-Sud et le territoire de la collectivité de Corse. Elle appartient à l'ancienne piève de Cruzini.

## Géographie

### Géologie et relief
Azzana est un petit village d'origine agro-pastorale, dans la microrégion de l'ouest Corse, situé sur un ancien passage de la transhumance,. Les habitations s'étagent entre 460 et 600 mètres d'altitude à mi-chemin entre la crête du mont Tretorre au nord et la rivière le Cruzzini au sud, là où le maquis bénéficie du recul de la forêt.
Le village se compose de plusieurs quartiers à l'habitat groupé. Il se développe d'abord dans le sens nord-sud, le long du sentier muletier qui coupe transversalement la vallée, puis s'étire dans le sens est-ouest de manière linéaire à partir du début du XXe siècle le long de la route départementale nouvellement aménagée. Aux deux écarts de Soriani et Vignamajo s'ajoutent des habitats isolés au cours du XIXe siècle : Campovasalo, Giradaja, Loreli et le Pont.
Jusqu’au XIXe siècle, de la modeste casetta au  casonu plus imposant, les habitations font appel aux mêmes matériaux : le granite pour les murs, la tuile canal en argile pour la toiture. Les maisons sont caractérisées par leur hauteur ; elles comportent toutes au moins un étage au-dessus du rez-de-chaussée étant donné que la configuration du village – construit en pente comme beaucoup d’autres villages de la Corse montagneuse – ne permet pas les agrandissements en largeur.
La superficie de la commune est de 1 200 hectares. Le territoire, qui s'étire entre la crête limitrophe de Guagno au nord et celle limitrophe de Vero au sud, est creusé en son milieu par la vallée du Cruzzini qui le traverse d'est en ouest.

### Hydrographie et eaux souterraines
Cours d'eau traversant la commune :
- Rivière le Cruzzini,
- Ruisseau d'Azzana, affluent du Cruzzini[5].

### Voies routières
- RD 4 vers Vero et Salice,
- RD 104 vers Rezza,
- RD 125 vers Lopigna.

Azzana se trouve à 51 km d’Ajaccio, à 55 km de Cargèse et à 81 km de Corte.

### Intercommunalité
Azzana est membre de la communauté de communes Spelunca-Liamone et adhère au parc naturel régional de Corse (parcu di Corsica).

### Communes limitrophes
| Poggiolo     | Guagno | Guagno, Rezza   |
| Salice       | Azzana | Rezza           |
| Salice, Vero | Vero   | Tavera, Ucciani |

## Urbanisme

### Typologie
Au 1er janvier 2024, Azzana est catégorisée commune rurale à habitat très dispersé, selon la nouvelle grille communale de densité à sept niveaux définie par l'Insee en 2022.
Elle est située hors unité urbaine. Par ailleurs la commune fait partie de l'aire d'attraction d'Ajaccio, dont elle est une commune de la couronne,. Cette aire, qui regroupe 79 communes, est catégorisée dans les aires de 50 000 à moins de 200 000 habitants,.

### Occupation des sols
L'occupation des sols de la commune, telle qu'elle ressort de la base de données européenne d’occupation biophysique des sols Corine Land Cover (CLC), est marquée par l'importance des forêts et milieux semi-naturels (97,6 % en 2018), une proportion identique à celle de 1990 (97,6 %). La répartition détaillée en 2018 est la suivante : 
forêts (88,5 %), milieux à végétation arbustive et/ou herbacée (8,1 %), zones agricoles hétérogènes (2,4 %), espaces ouverts, sans ou avec peu de végétation (1 %). L'évolution de l’occupation des sols de la commune et de ses infrastructures peut être observée sur les différentes représentations cartographiques du territoire : la carte de Cassini (XVIIIe siècle), la carte d'état-major (1820-1866) et les cartes ou photos aériennes de l'IGN pour la période actuelle (1950 à aujourd'hui).

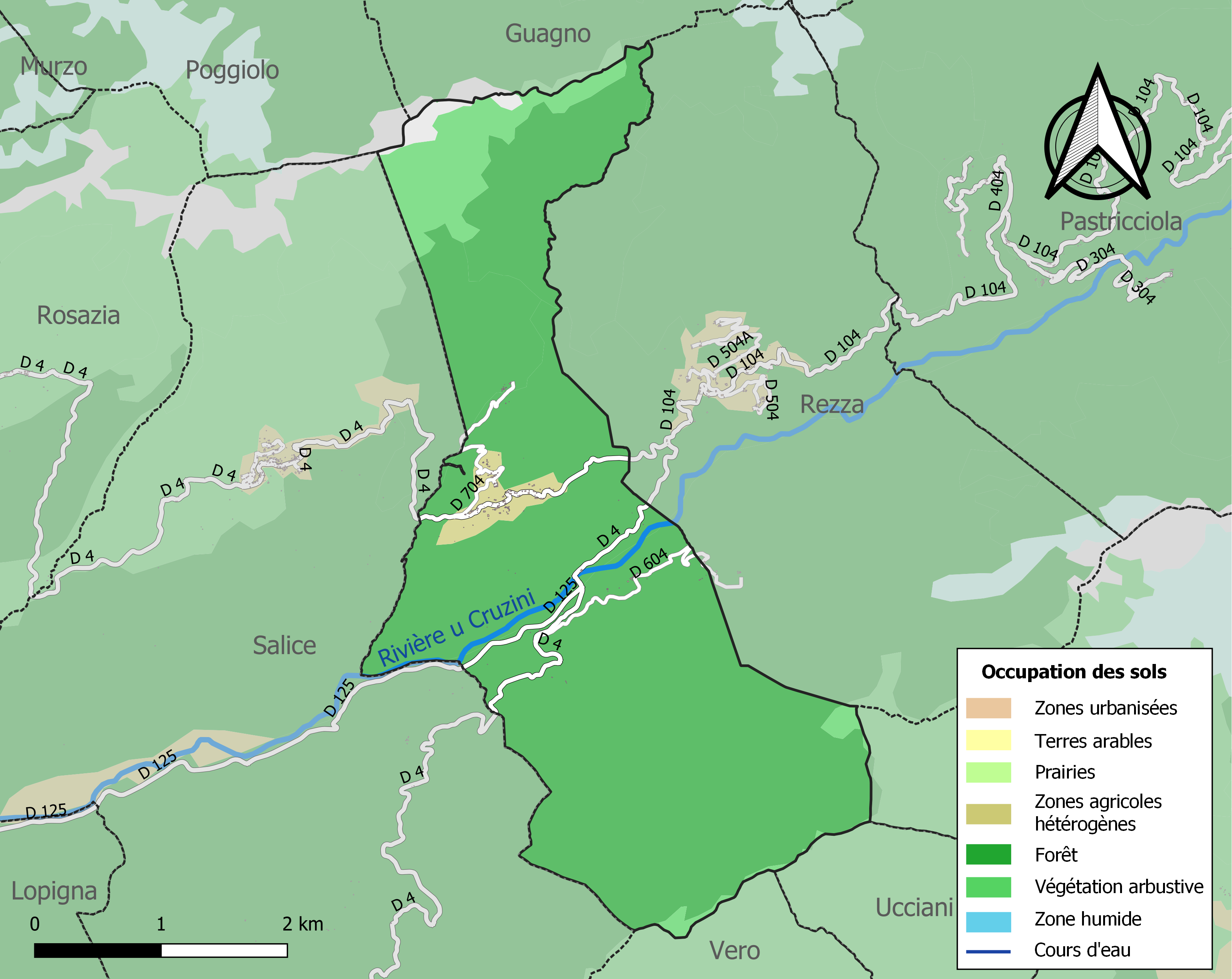
Carte des infrastructures et de l'occupation des sols de la commune en 2018 (CLC).

## Toponymie
Au XVIe siècle, Azzana s'appelle Asana ; c'est l'un des quatre lieux habités de la piève de Cruzini.
En dialecte cruzzinais, a zenna sert à désigner une falaise, ce qui peut faire référence à la proximité de la falaise sud du mont Tretorre.
Les habitants d'Azzana sont appelés les Azzanais (Azzaninchi).

## Histoire
La présence de l’homme préhistorique est attestée sur le territoire avec le site de Castellu d'Azzana. Plusieurs haches en pierre polie ont été trouvées sur la commune,.
Azzana, comme l'ensemble de la piève de Cruzini dont elle dépendait au Moyen Âge, est profondément touchée par les guerres dites des Cinarchesi menées au cours de la deuxième moitié du XVe siècle par l'Office de Saint Georges contre les derniers seigneurs féodaux de la maison de Leca. Le territoire ayant été dévasté, la population doit le déserter pour ne s'y réinstaller qu'au début du XVIe siècle. Agostino Giustiniani, dans son ouvrage "Dialogo nominato Corsica" paru en 1531, mentionne Azzana comme l'un des quatre lieux habités de la piève de Cruzini.
Le registre des tailles dressé en 1537 précise que la population est de cinq feux. Pourtant, ce lieu disparaît des registres des tailles suivants, y compris ceux du début du XVIIe siècle. Les actions militaires des génois contre Sampiero Corso dans la deuxième moitié du XVIe siècle semblent à nouveau avoir éprouvé la population du Cruzini. Le repeuplement d'Azzana ne reprend qu'au début du XVIIIe siècle avec l'implantation d'habitants venus notamment de Guagno comme le rapporte la tradition orale. Le rapport de la visite pastorale effectuée en 1733 ne mentionne en effet que "quelques maisons" aux lieux-dits Azzana et Soriani. A cette époque Azzana dépend de la vaste communauté du Haut-Cruzini, elle-même divisée en deux communautés distinctes en 1779 : d'une part Azzana, avec sous sa dépendance les hameaux de Soriani, Rezza et Scanafaghiaccia, et d'autre part Pastricciola. Erigée en commune en 1790 et en paroisse en 1823, les hameaux de Scanafaghiaccia, Gabbia, Scala, Muraccia, Rezza et Piane lui sont distraits la même année pour former la commune de Scanafaghiaccia (devenue Rezza en 1921).
La chapelle Santa-Lucia est agrandie et devient l’église actuelle. La population d'Azzana est de 243 habitants en 1831, 350 en 1851 et 510 en 1901, son seuil le plus élevé. Elle ne cessera ensuite de décroître pour passer de 308 habitants en 1921 à 205 en 1954 et atteindre son niveau le plus bas en 1990 avec 54 habitants puis se stabiliser jusqu'au début des années 2000.
Trente-sept Azzanais sont morts pour la France entre 1914 et 1950 : trente-et-un lors de la Première Guerre mondiale, trois lors de la Seconde Guerre mondiale, deux lors de la guerre en Indochine et un hors conflit.

## Politique et administration

### Liste des maires
| Période                                  | Période  | Identité                | Étiquette   | Qualité    |
| ---------------------------------------- | -------- | ----------------------- | ----------- | ---------- |
| 1947                                     | 1979     | Juge-Antoine Antonietti |             |            |
|                                          |          |                         |             | Mr Batesti |
| 1989                                     | 2014     | Jean-Pierre Giacomoni   | DL puis UMP |            |
| 2014                                     | En cours | Thierry Leca            | DVD         | artisan    |
| Les données manquantes sont à compléter. |          |                         |             |            |

## Démographie
L'évolution du nombre d'habitants est connue à travers les recensements de la population effectués dans la commune depuis 1800. Pour les communes de moins de 10 000 habitants, une enquête de recensement portant sur toute la population est réalisée tous les cinq ans, les populations de référence des années intermédiaires étant quant à elles estimées par interpolation ou extrapolation. Pour la commune, le premier recensement exhaustif entrant dans le cadre du nouveau dispositif a été réalisé en 2007.

En 2022, la commune comptait 50 habitants, en évolution de +2,04 % par rapport à 2016 (Corse-du-Sud : +7,61 %, France hors Mayotte : +2,11 %).
| 1800 | 1806 | 1821 | 1831 | 1836 | 1841 | 1846 | 1851 | 1856 |
| ---- | ---- | ---- | ---- | ---- | ---- | ---- | ---- | ---- |
| 318  | 379  | 498  | 243  | 268  | 298  | 304  | 350  | 361  |

| 1861 | 1866 | 1872 | 1876 | 1881 | 1886 | 1891 | 1896 | 1901 |
| ---- | ---- | ---- | ---- | ---- | ---- | ---- | ---- | ---- |
| 379  | 380  | 368  | 342  | 473  | 466  | 502  | 505  | 510  |

| 1906 | 1911 | 1921 | 1926 | 1931 | 1936 | 1946 | 1954 | 1962 |
| ---- | ---- | ---- | ---- | ---- | ---- | ---- | ---- | ---- |
| 504  | 382  | 308  | 291  | 348  | 251  | 150  | 205  | 200  |

| 1968 | 1975 | 1982 | 1990 | 1999 | 2006 | 2007 | 2012 | 2017 |
| ---- | ---- | ---- | ---- | ---- | ---- | ---- | ---- | ---- |
| 193  | 149  | 81   | 54   | 56   | 53   | 53   | 40   | 54   |

| 2022 | - | - | - | - | - | - | - | - |
| ---- | - | - | - | - | - | - | - | - |
| 50   | - | - | - | - | - | - | - | - |

## Agropastoralisme

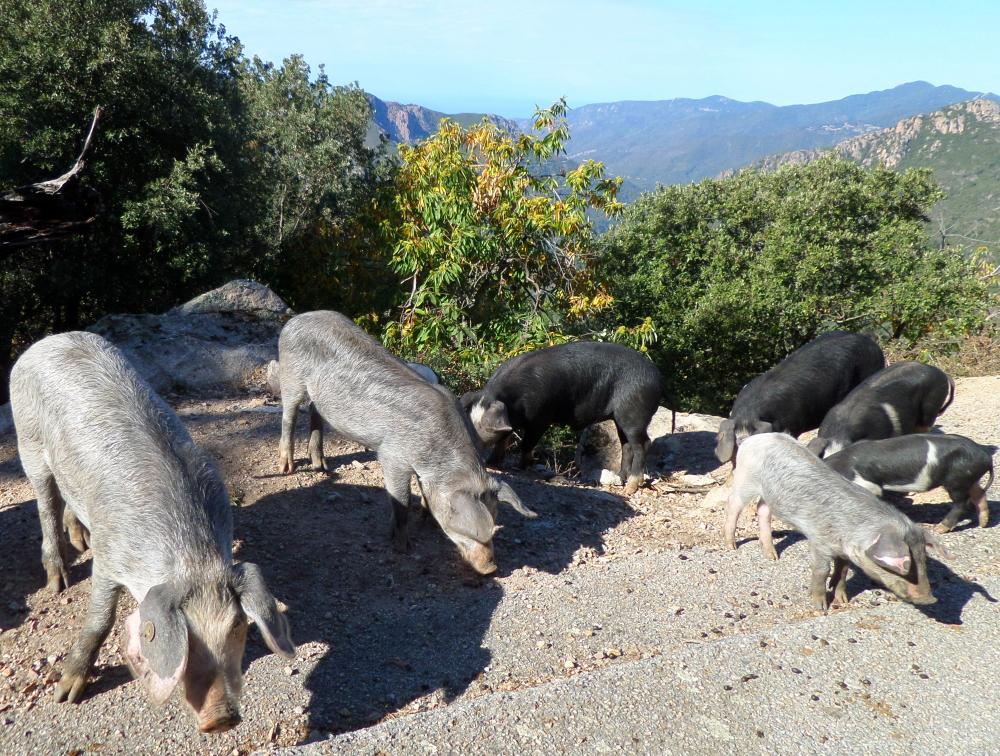
Porcu nustrale près d'Azzana.

Depuis plusieurs siècles, le territoire est tourné vers le pastoralisme (36 bergers pour 39 cultivateurs en 1818), comme en témoignent encore les bergeries de Salincaccia. Les activités d'élevage sont intégrées au système agraire de subsistance qui prévaut dans la Corse rurale.
Les productions agricoles traditionnelles sont également bien représentées : céréales, oliviers (8,5 hectares en 1852) mais surtout châtaigniers (73 hectares en 1852). Deux moulins à farine, un moulin à foulon et une forge sont mentionnés sur le cadastre de 1852. Au début du XXe siècle, deux moulins à farine sont encore en activité ainsi que deux moulins à huile (2 135 litres d'huile produits en 1918.
Au XXIe siècle, l'élevage de porcu nustrale et de chèvres est toujours pratiqué à Azzana,.

## Patrimoine

### Patrimoine civil
- Les grandes maisons anciennes du village.
- Le pont qui enjambe le Cruzzini[26].
- L'abri troglodytique de Vignamajo[27].
- Le moulin à farine et à huile de Campovasalo[28].
- Le moulin à farine de Giargola[29].
- Les fours à pain[30],[31].
- Les séchoirs à châtaignes de Collo Gualdo, de Latora, de Cavacciole et de Milleli[32],[33],[34],[35].
- Le mont Tretorre.

### Patrimoine religieux
- L'église Sainte-Lucie[36].
- L'ancienne église Saint-Nicolas de Bari[37].
- Les chapelles funéraires[38].

### Patrimoine mémoriel
- Le monument aux morts des guerres de 1914-1918, de 1939-1945 et des expéditions d'Outre-mer[18],[39].

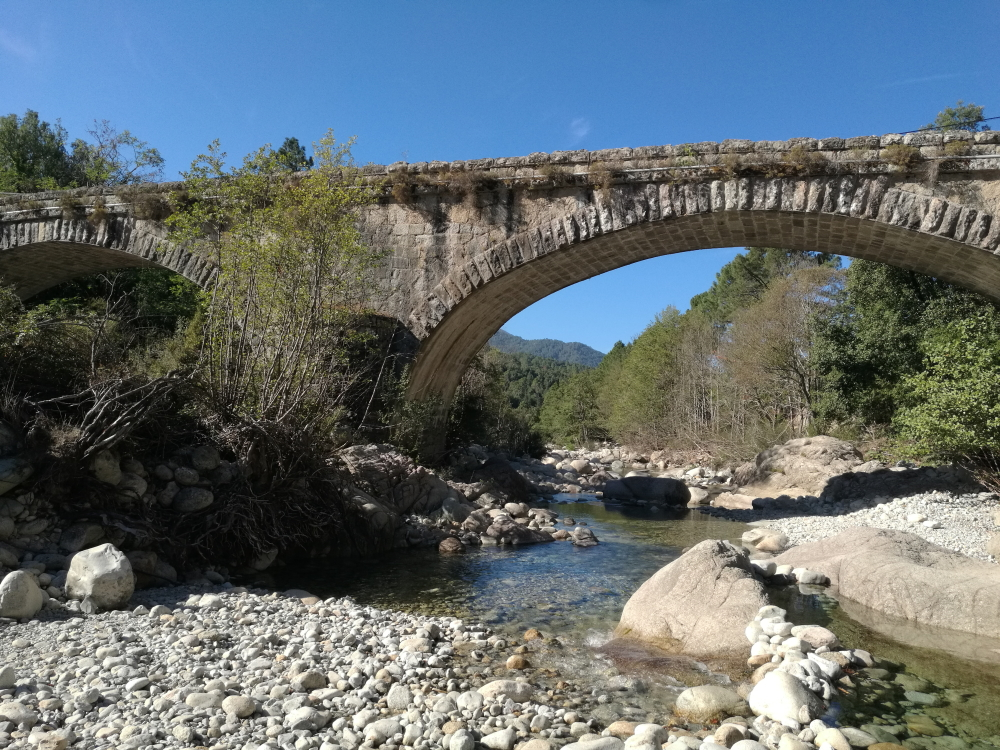
Le pont d'Azzana sur le Cruzzini.
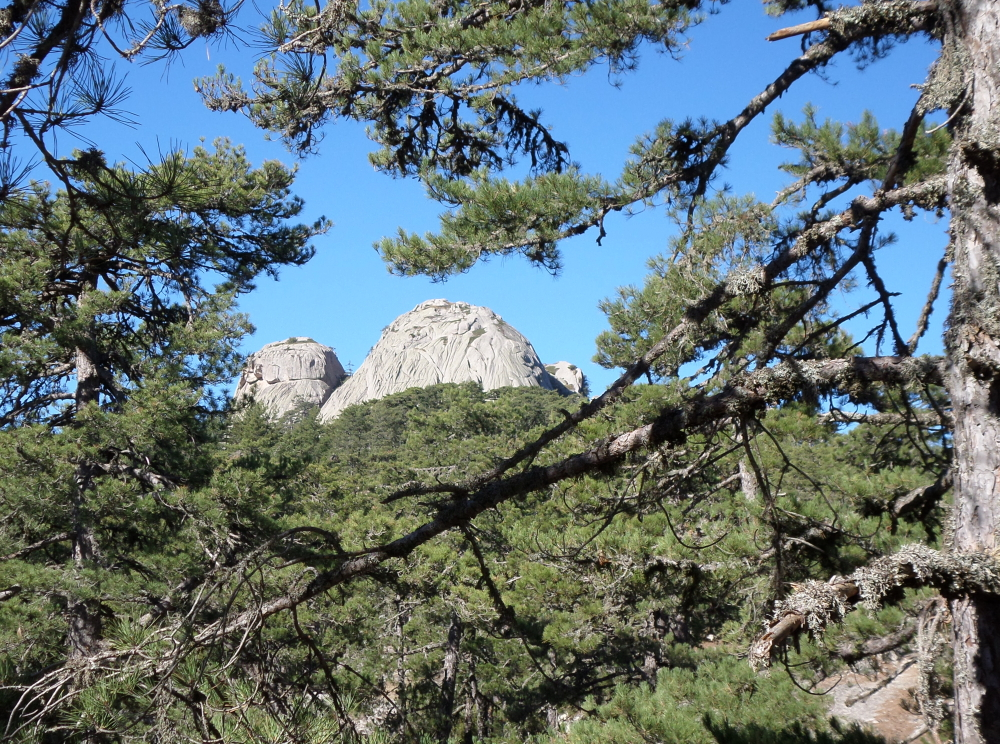
Le mont Tretorre.
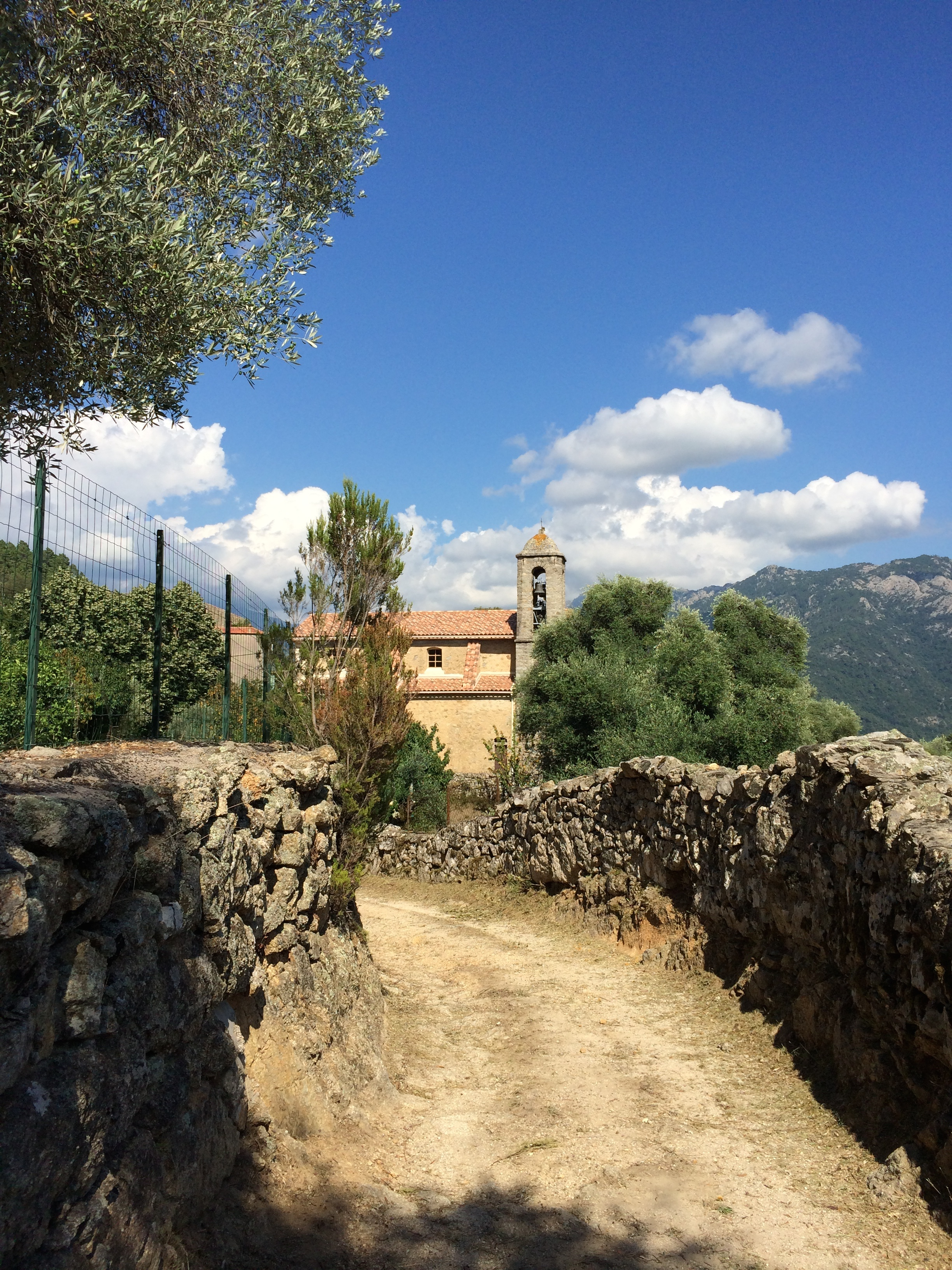
L'église Sainte-Lucie.
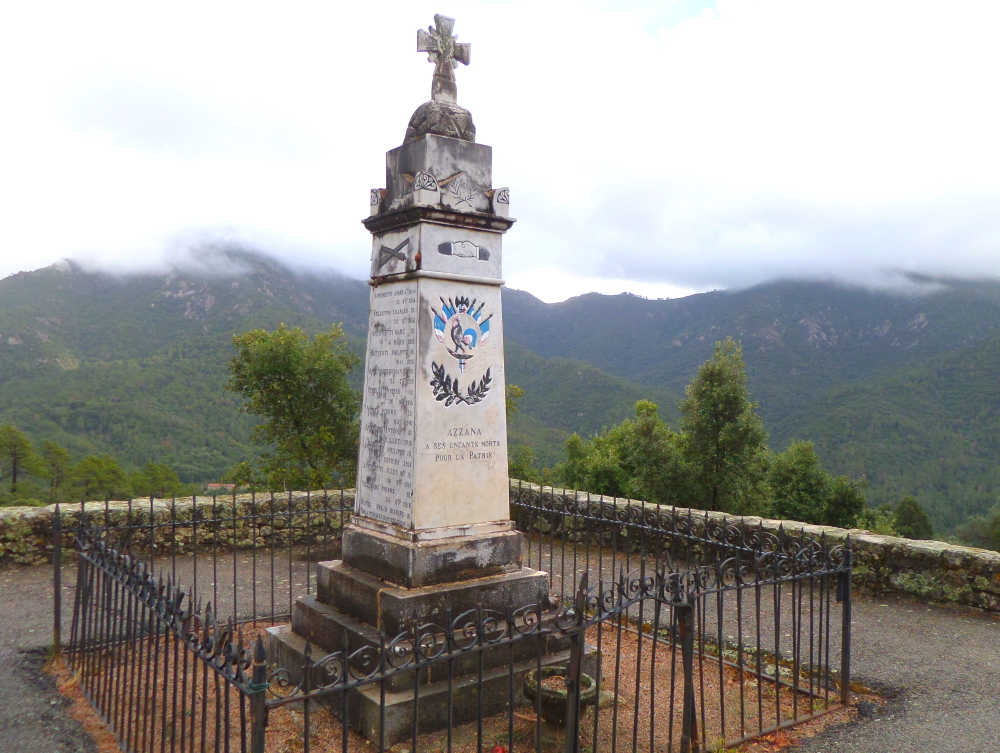
Le monument aux morts.

### Personnalités liées à la commune
- Santu Casanova (1850-1936), poète, est né à Azzana.
- François Battesti (1890-1977), as de la Première Guerre mondiale, est né, décédé et inhumé à Azzana.
- Jean Mufraggi (1914-2009), officier de la France libre, compagnon de la Libération[40], est né à Azzana.
- Antoine Battesti (1930-2016), colonel de l'armée de terre et colonel de sapeurs-pompiers, est inhumé à Azzana.